# Iglesia de los Santos Marcos y Andrés en Nilo
La iglesia de Santi Marco e Andrea a Nilo es una de las iglesias barrocas de Nápoles; se encuentra en vía Paladino.
Fue construido en el siglo VI con el nombre de San Marco ad Diaconam y fue la residencia del subdiácono regional y rector del patrimonio de Simón Pedro en Campania, responsable también de recaudar las rentas y cuidar de los derechos papales en el Ducado de Nápoles. Entre el siglo VII y el siglo IX fue decorada con mosaicos y se produjo la fundación de un monasterio de monjas Constantinopolitanas dedicadas a Santa María del Percejo, con la posterior fundación de un hospital. Entre los siglos XII y XIII se convirtió en la sede para decidir los precios de los alimentos, mientras que en el año 1300 las monjas fueron trasladadas al recién construido convento de Santa María Donnaromita. A finales del siglo XVI fue entregado a la comunidad de tavernari (posaderos) y finalmente el edificio fue remodelado en el siglo XVIII en estilo barroco; después del terremoto de 1980 fue restaurado por el arquitecto Adriano De Rose y luego quedó cerrado al culto.
Actualmente está abierta al culto y alberga a la comunidad de la Iglesia Ortodoxa Rumana.
La fachada tiene dos órdenes superpuestos, conectados por exuberantes volutas que se curvan hacia afuera; en el centro hay un precioso portal de piperno, estuco y mármol con un círculo en el medio con las esculturas de los santos titulares, mientras que en el segundo orden hay una gran ventana rectangular decorada con estuco.
El interior, de una sola nave con una capilla a cada lado, es oscuro debido al cierre de un lado acristalado debido a la presencia de un edificio bastante reciente, con vistas a la Piazzetta Nilo . Las decoraciones internas de estuco son del barroco tardío y sobre el altar de mármol policromado había un lienzo de Francesco Curia que representaba nuevamente a los santos titulares (oportunamente trasladados, como las demás obras de arte allí conservadas). Detrás del valioso altar se encuentra un sarcófago cristiano que data del siglo VI y fue utilizado por Santa Cándida, cuyos restos fueron trasladados a la cercana iglesia de Sant'Angelo a Nilo.